# Scleria mikawana
Scleria mikawana là loài thực vật có hoa trong họ Cói. Loài này được Makino miêu tả khoa học đầu tiên năm 1913.